# Rabi Jonggor
Rabi Jonggor is een bestuurslaag in het regentschap West-Pasaman van de provincie West-Sumatra, Indonesië. Rabi Jonggor telt 11.797 inwoners (volkstelling 2010).